# Педро Альварес де Толедо Осорио
Педро де Толедо Осорио (исп. Pedro de Toledo Osorio; 5 сентября 1546, Неаполь — 17 июля 1627, Мадрид) — испанский военный и государственный деятель, 5-й маркиз Вильяфранка и гранд Испании (1577—1627), с рождения 2-й герцог Фернандина, 2-й принц Монтальбан, а позднее 1-й граф Пенья-Рамиро.

## Биография

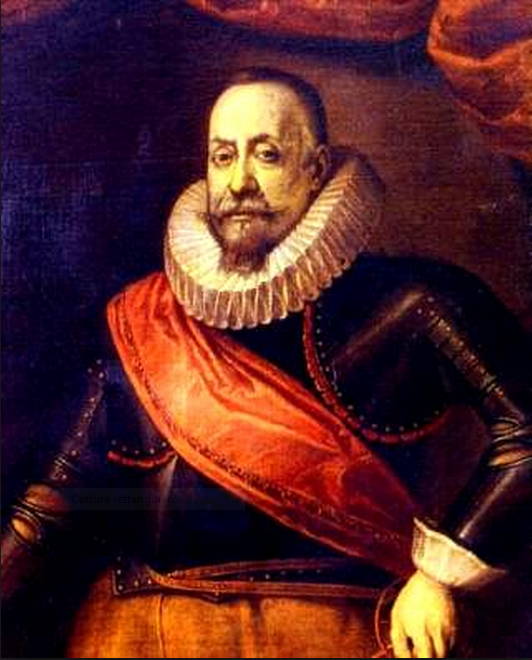
Педро Альварес де Толедо (1646—1627)

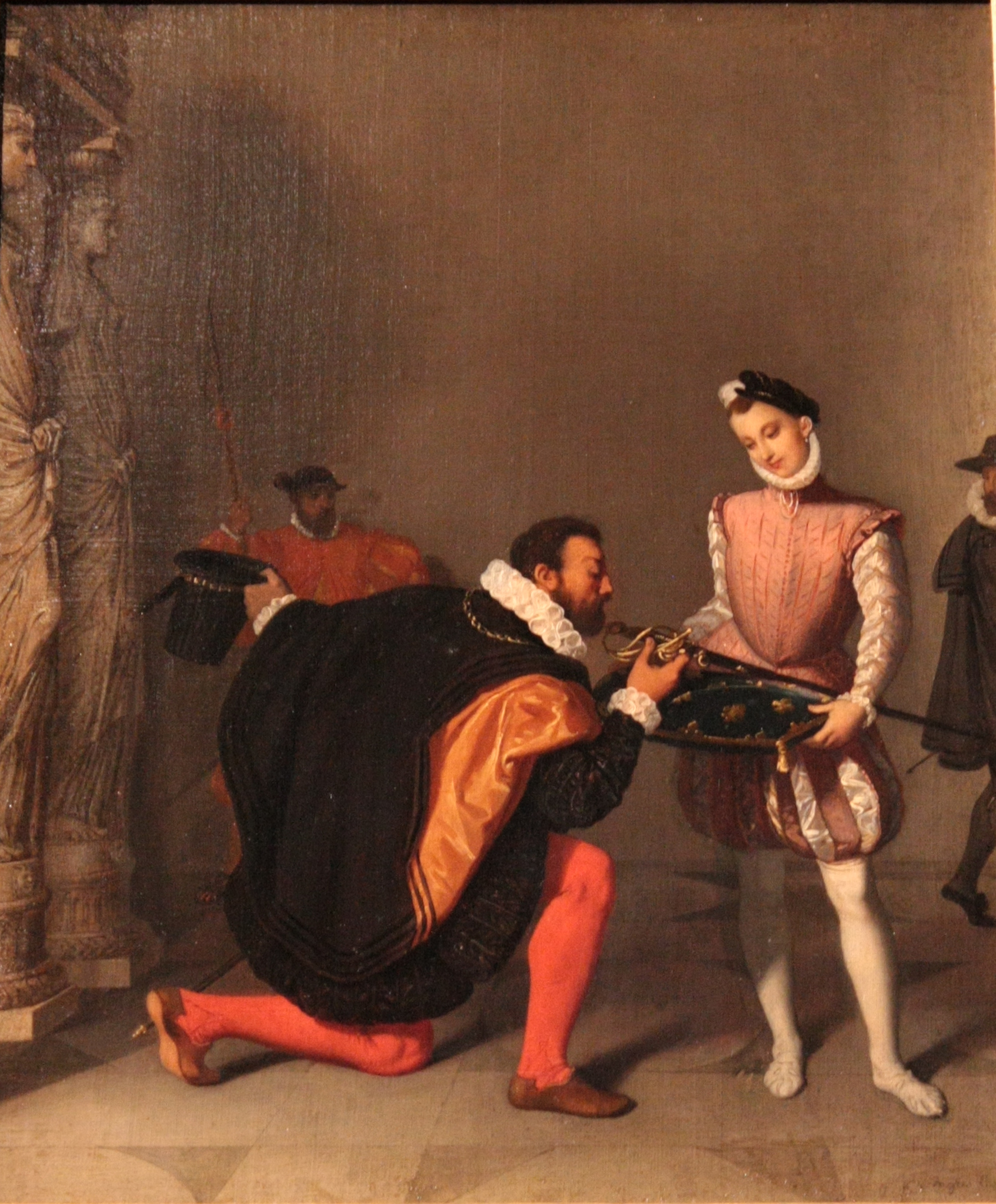
Дон Педро Альварес де Толедо целует меч короля Франции Генриха IV Бурбона

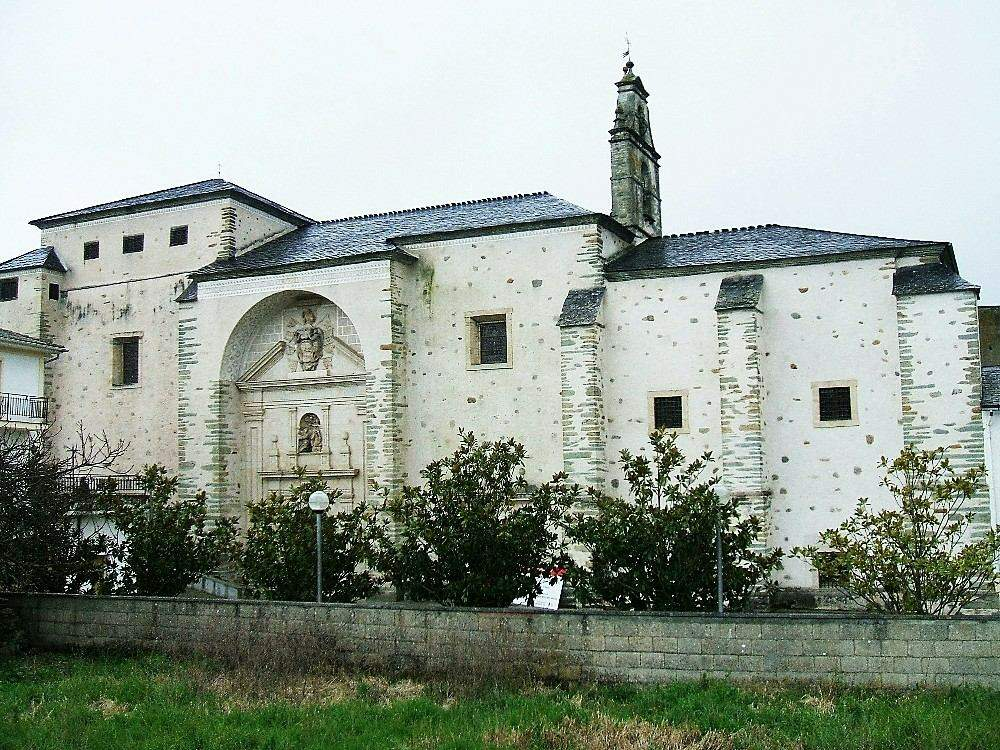
Монастырь Анунсиада в Вильяфранка-дель-Бьерсо был основан Педро Альваресом де Толедо Осорио, и его останки покоятся там.

Родился 5 сентября 1546 года в Неаполе. Единственный сын Гарсии Альвареса де Толедо Осорио (1514—1577), 4-го маркиза Вильяфранка-дель-Бьерсо (1569—1577), и Виттории Колонна ди Палиано, дочери Асканио Колонны, 2-го герцога Палиано, и Джованны де Арагон.
Предназначенный для военной карьеры, в 1585 году Педро Альварес де Толедо Осорио-и-Колонна был назначен генерал-капитаном Неаполитанских галер. В 1595 году он совершил успешный набег на турок в Патрах, в Морее, используя только морские и сухопутные силы, находящиеся под его непосредственным командованием. В 1601 году во главе флота из семнадцати галер, пять из которых принадлежали мальтийским рыцарям, он обстрелял укрепления турок на Кипре, сдерживая таким образом их набеги на остров Мальта. В 1607 году он был назначен генерал-капитаном испанских галер.
Он вернулся в Вильяфранка-дель-Бьерсо в мае 1605 года и обосновался в замке-дворце маркизов Вильяфранка, здании, в котором он провел важную реформу. Он преобразовал свою собственность из здания феодального вида, расширив его в настоящий дворец в итальянском стиле.
Он занимал должность губернатора Миланского герцогства с 1616 по 1618 год, на этом этапе Испания участвовала в войне за Монферратское наследство.
Король Испании Филипп III назначил его генералом от кавалерии Королевства Испании — в 1621 году — генералом Государственного и военного советов и назначил его вице-королем Неаполя, но он не вступил в должность из-за своей внезапной смерти в Мадриде.
Политическое руководство, которое он осуществлял в Миланском герцогстве, было удостоено в 1623 году достоинством гранда Испании, что стало одним из главных титулов королевства.
В 1625 году он принял участие в обороне Кадиса от неудавшейся атаки англо-голландского флота под командованием Эдуарда Сесила.
Он получил новый дворянский титул: графство Пенья-Рамиро, первым обладателем которого он был.
5-й маркиз Вильяфранка-дель-Бьерсо был одним из величайших коллекционеров гобеленов своего времени.

## Семья
5-й маркиз Вильяфранка-дель-Бьерсо женился первым браком в Неаполе 7 июня 1576 года на Эльвире де Мендоса, дочери Иньиго Лопеса де Мендосы, 3-го маркиза Мондехара (1512—1580), и Марии де Мендосы. Дети:
- Виктория Альварес де Толедо Осорио, жена Луиса Понсе де Леона, 5-го маркиза Сахара (1573—1605)
- Гарсия де Толедо Осорио (25 апреля 1579 — 21 января 1649), 6-й маркиз Вильяфранка-дель-Бьерсо и гранд Испании
- Фадрике де Толедо Осорио (30 мая 1580 — 11 декабря 1634), 1-й маркиз Вильянуэва-де-Вальдуэса
- Мария Альварес де Толедо Осорио, монахиня.

Он женился вторым браком на Джованне Пиньятелли, вдовствующей герцогине Терранова, дочери Камилло Пиньятелли, 3-го герцога Монтелеона (+ 1583), и Джироламы Колонна. Второй брак был бездетным.

## Погребение
Останки Педро Альвареса де Толедо Осорио покоятся в семейном пантеоне маркизов Вильяфранка-дель-Бьерсо, расположенном в монастыре Ла-Анунсиада-де-Вильяфранка-дель-Бьерсо, а в его склепе находится курган, в котором покоятся останки маркиза и его дочери Марии.